# كسر الفخذ
كسر الفخذ (بالإنجليزية: Femoral fracture)‏ عبارة عن كسر عظم الفخذ، وعادةً ما يتم تحمل الكسر في حالات الصدمات شديدة التأثير مثل حوادث السيارات نظرًا للكمية الكبيرة من القوة اللازمة لكسر هذه العظمة، وتتم إدارة كسور الجدل (عظم وسط الفخذ) بشكل مختلف عن تلك الموجودة في الرأس والرقبة والمدور (انظر كسور الورك).

## تصنيف

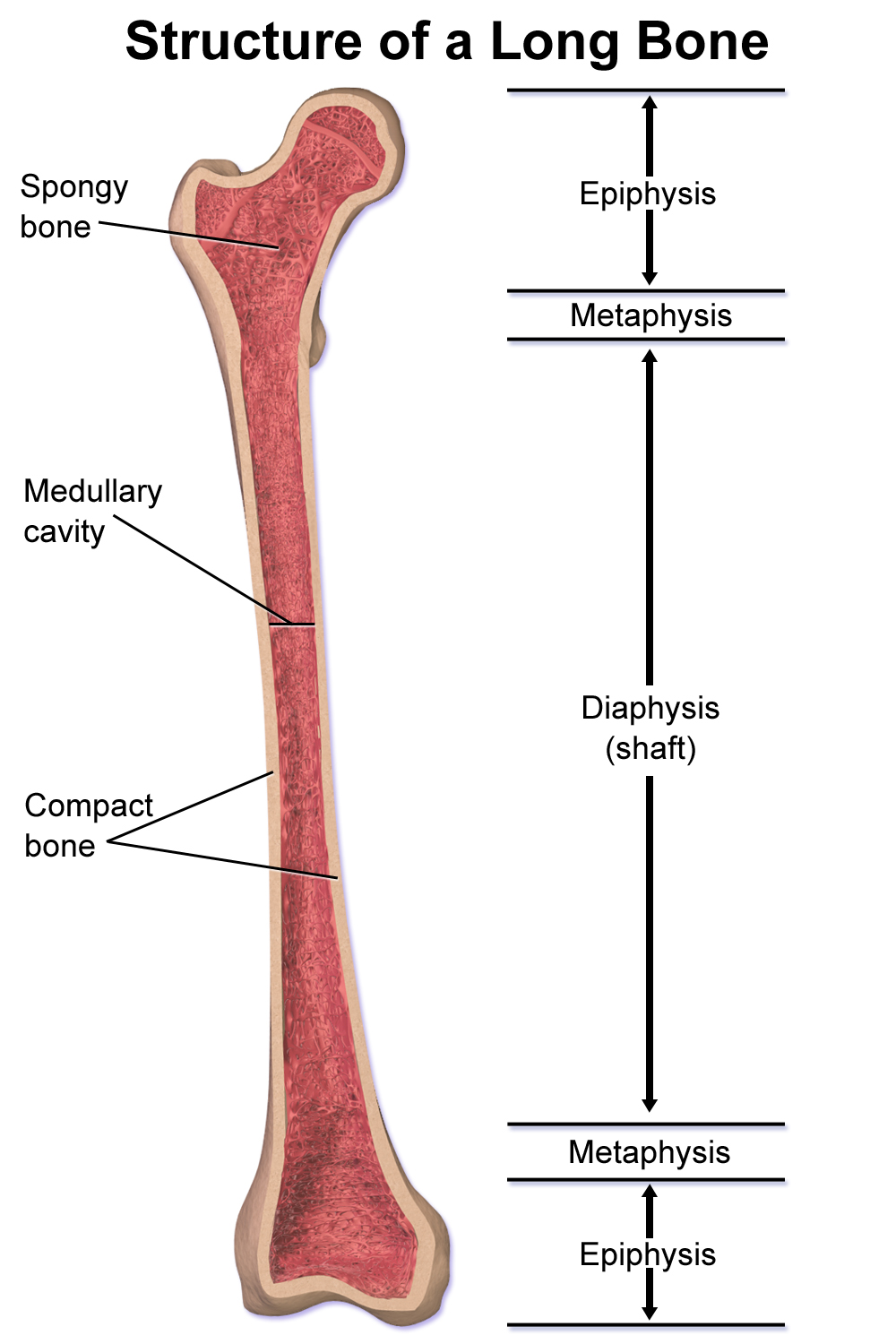
الجدل (جسم العظم) هو منتصف الفخذ

يمكن تصنيف الكسر على أنه مفتوح الذي يحدث عندما تبرز شظيات العظم عبر الجلد أو يكون هناك جرح مفرط يتغلغل في العظم، وتسبب هذه الأنواع من الكسور المزيد من الضرر للنسيج المحيط وتكون أقل عرضة للشفاء بشكل صحيح وأكثر عرضة للإصابة بالعدوى.

### كسور جدل الفخذ
يمكن تصنيف كسور جدل الفخذ مع تصنيف وينكويست وهانسن والذي يعتمد على مقدار التفتيت.

### كسور عظم الفخذ القاصي
قد يتم تعقيد كسور عظم الفخذ السفلي أو القاصي عن طريق فصل اللقمة مما ينتج عنه اختلال في السطوح المتمفصلة لمفصل الركبة، أو عن طريق النزف من الشريان المأبضي الضخم الكبير الذي يقع مباشرة على السطح الخلفي لعظمة الفخذ، وهذا الكسر ينقص إمدادات الدم للساق (وهو أمر يجب مراعاته دائمًا في كسور الركبة أو خلعها).

## علامات وأعراض
تكون الكسور واضحة بشكل شائع لأن كسور الفخذ غالباً ما تسببها صدمة عالية الطاقة، علامات الكسر تشمل تورم وتشوه وقصر في الساق، وتعد إصابة الأنسجة الرخوة واسعة النطاق والنزيف والصدمة من الأمور الشائعة، وأكثر الأعراض شيوعًا هو الألم الشديد الذي يمنع حركة الساق.

## تشخيص

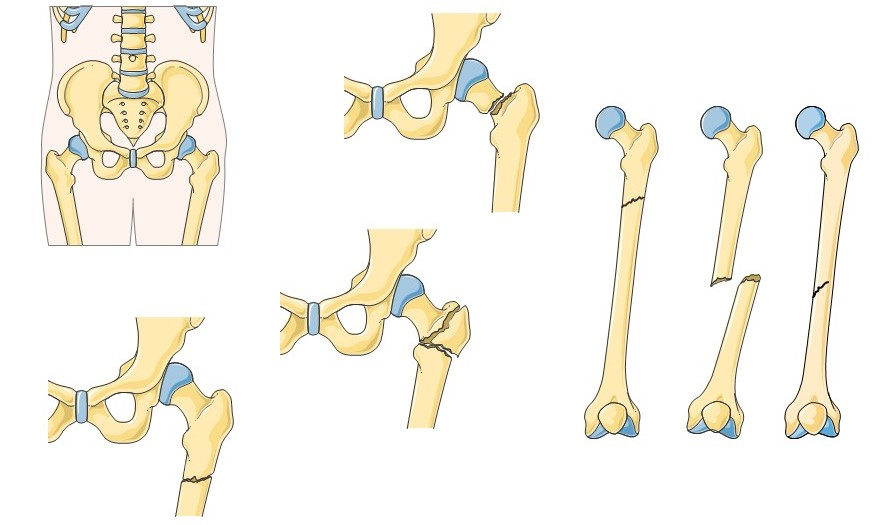
الأماكن الشائعة لكسر عظم الفخذ

### اختبار بدني
تحدث كسور الجدل الفخذي أثناء الصدمة الشديدة، ويمكن أن تكون أيضا إصابات افتراقية؛ حيث يتجاهل المراقب عن طريق الخطأ الإصابات الأخرى ويمنع الفحص الشامل لكامل الجسم، على سبيل المثال قد يحدث إصابة للأربطة والغضروف المفصلي للركبة بنفس الجانب.

### تصوير بالاشعة
عادة ما يتم الحصول على الصور الخلفية الأمامية (AP) والأشعة الجانبية، ومن أجل استبعاد الإصابات الأخرى يتم أيضًا الحصول على صور إشعاعية للورك والحوض والركبة،  ويعد التصوير الشعاعي للورك ذو أهمية خاصة لأن كسور عنق الفخذ يمكن أن تؤدي إلى نخر عظمي في رأس الفخذ.

## علاج
وجدت مراجعة كوكرين لعام 2015 أن الأدلة المتاحة لخيارات علاج كسورعظم الفخذ القاصي ليست كافية لبلوغ الممارسة السريرية وأنه يجب إجراء تجارب عالية الجودة. ويجب أن تخضع الكسور المفتوحة لعملية جراحية عاجلة لتنظيفها وإصلاحها ولكن يمكن الحفاظ على الكسور المغلقة حتى يصبح المريض مستقرًا وجاهزًا للجراحة.

### جر هيكلي
تشير الدلائل المتوفرة إلى أن العلاج يعتمد على جزء عظم الفخذ المكسور، فقد يكون الجر مفيدًا لكسور الجدل الفخذي لأنه يضاد قوة العضلات التي تجذب الجزئين المنفصلين معًا وبالتالي قد يقلل النزيف والألم، ويجب عدم استخدام الجر في كسور عنق الفخذ أو عند وجود أي صدمة أخرى في الساق أو الحوض،  وعادة ما يكون الجر مجرد تدبير مؤقت يستخدم قبل الجراحة، لكن يعتبر العلاج النهائي للمرضى الذين يعانون من الأمراض المصاحبة الهامة التي تتعارض مع التدخل الجراحي.

### مثبتات خارجية
يمكن استخدام المثبتات الخارجية للحيلولة دون حدوث مزيد من الضرر للساق حتى يكون المريض مستقرًا بدرجة كافية لإجراء الجراحة، ويستخدم بشكل شائع كتدبير مؤقت.، ومع ذلك فإنه في بعض الحالات المختارة يمكن استخدامه كبديل للتسمير داخل النخاع كعلاج نهائي.

### التسمير داخل النخاع
بالنسبة لكسور الجدل الفخذي يوصى حاليًا بالرد والتسمير داخل النخاع،حيث يتم إعادة محاذاة العظم ثم يتم وضع قضيب معدني في نخاع العظم الفخذي ويتم تثبيته بالمسامير في أي من الطرفين، توفر هذه الطريقة تعرضًا أقل ومعدل اتحاد 98٪ إلى 99٪ ومعدلات إصابة أقل (1٪-2٪) وندب عضلي أقل.

### تأهيل
بعد الجراحة يجب تقديم العلاج الطبيعي للمريض ومحاولة المشي في أقرب وقت ممكن، ثم المشي كل يوم بعد ذلك لزيادة فرص الشفاء بشكل جيد.

## نتائج
قد تستغرق هذه الكسور ما بين 4 إلى 6 أشهر على الأقل للشفاء، ونظرًا لأن كسور الجدل الفخذي مرتبطة بالصدمات العنيفة فهناك العديد من النتائج السلبية بما في ذلك الانصمام الدهني ومتلازمة الضائقة التنفسية الحادة (ARDS) وفشل العضو متعدد الأنظمة والصدمة المرتبطة بفقدان الدم الشديد، ويمكن أن تؤدي الكسور المفتوحة إلى الإصابة بالعدوى والتهاب العظم والنقي والإنتان.

## علم الأوبئة
تحدث كسور الجدل الفخذي في توزيع ثنائي الدارج ؛حيث يتم رؤيتها بشكل شائع عند الذكور الذين تتراوح أعمارهم بين 15 و 24 عامًا (بسبب صدمة الطاقة العالية) والإناث اللائي تتراوح أعمارهن بين 75 عامًا أو أكبر (الكسور المرضية بسبب هشاشة العظام والسقوط المنخفض الطاقة).